# Александър Авинов
Александър Павлович Авинов (на руски: Александр Павлович Авинов) е руски мореплавател, адмирал, изследовател на Северна Америка.

## Произход и военна кариера (1786 – 1819)
Роден е на 18 март 1786 година в село Василево, недалеч от град Касимов, Рязанска губерния, в семейство на кавалерийски офицер. Баща му умира когато Александър е още съвсем малък и на 10-годишна възраст е изпратен да учи в Морския кадетски корпус в Петербург. През 1801 завършва корпуса, произведен е в първи офицерски чин – гардемарин и плава като такъв в Балтийско море до Копенхаген и Любек. През 1804 Авинов, заедно с Михаил Лазарев, Михаил Станюкович и други възпитаници на Морския кадетски корпус, са изпратени за три години в Англия, където плават на английски кораби и усвояват до съвършенство морската практика.
Заедно с Михаил Лазарев Авинов е зачислен в ескадрата на адмирал Хорацио Нелсън и на 9 октомври 1805 участват в знаменитото сражение край нос Трафалгар, където френския флот е напълно разбит. През 1807 след приключване на обучението си в Англия се завръща в Русия и с чин лейтенант от 1812 до 1814 плава в Северно море и покрай бреговете на Англия и Холандия.

## Експедиционна дейност (1819 – 1822)
От 6 юли 1819 до 2 август 1822 участва в околосветската експедиция на Михаил Василев. По време на експедицията, самостоятелно през юли и август 1821, изследва северозападния бряг на Северна Америка в района на нос Нюенем (58°40′ с. ш. 162°05′ з. д. / 58.666667° с. ш. 162.083333° з. д.) от остров Гагемейстер до нос Гуднюс (59°00′ с. ш. 164°45′ з. д. / 59° с. ш. 164.75° з. д.).

## Следващи години (1822 – 1854)
От 1822 командва 84-оръдейния кораб „Гангут“, с който патрулира в Балтийско море. На 8 октомври 1827 участва в Наваринското морско сражение, в което обединеният турско-египетски флот е разбит от руската ескадра на адмирал Гейден. За особени заслуги към флота и за проявен героизъм по време на Наваринското сражение е произведен в капитан 1-ви ранг и получава няколко руски, английски френски и гръцки ордена.
През 1829 е командирован в САЩ, за да се запознае с корабостроенето, а през 1830 е прехвърлен в Черноморския флот. През 1834, вече като контраадмирал е назначен за началник-щаб на флота в Николаев. През 1837 става командващ на Севастополското пристанище и заема тази длъжност до 1849 вече като вицеадмирал.
През 1849 след смъртта на големия му син, здравето му се влошава и е принуден да подаде оставка от флота. На 3 април 1849 е назначен за член на адмиралтейския съвет и заема тази длъжност до смъртта си на 30 септември 1854. През 1852 е произведен в пълен адмирал.

## Памет
Неговото име носи нос в Аляска на брега на Берингово море.